# Elias Crespin
Elias Crespin Gunz (Caracas, 20 de noviembre de 1965) es un artista plástico e informático venezolano. Desde enero de 2020 su escultura L'Onde du Midi («La onda del mediodía»), forma parte de la colección del Museo del Louvre. Su obra destaca por la investigación sobre el tiempo, la forma y el movimiento como vínculo entre el cinetismo, las matemáticas y la programación.

## Biografía
Hijo de matemáticos, es nieto de los artistas germano-venezolanos Gego y Gerd Leufert. Estudió computación en la Universidad Central de Venezuela. Entre 2002 y 2004 inicia su trayectoria artística con la obra Malla Electrocinética I, inspirándose en la solución informática y de movimiento que podría ocurrir con el Cubo virtual, del artista Jesús Soto, luego de observar esta pieza en el Museo de Bellas Artes de Caracas. En el año 2006 presentó en Caracas su primera exposición individual en el Canal Centro de Producción Cultural. Desde el año 2008 reside con su familia en París. Su periplo en esta ciudad comenzó con la visita al artista cinético Carlos Cruz-Diez, quien lo incitó a seguir trabajando en su obra.
Las esculturas móviles de Crespin han sido expuestas en lugares como el Grand Palais y el Museo de la Música (París); El Museo del Barrio (Nueva York); Kinetica Museum (Londres); MALBA y MNBA (Buenos Aires); Museo de Bellas Artes (Houston); entre otros, así como en colecciones privadas.
Entre 2018 y 2020 desarrolló para el Museo del Louvre L’Onde du Midi, obra de gran escala formada por 128 cilindros de aluminio suspendidos por cables de nailon, los cuales está conectados a 256 motores programados para el movimiento de forma algorítimica durante media hora. Esto crea una coreografía que confluye con la arquitectura del museo. Está ubicada en la «Escalera del mediodía» (Escalier du midi). Con esta instalación, Crespin se une al grupo de artistas como Anselm Kiefer, François Morellet y Cy Twombly, quienes han debajo su trabajo como parte del decorado permanente del museo.

## Obras
Algunas de sus obras se encuentran exhibidas en forma permanente: 
- Museo del Louvre Paris, Francia;  Onde du Midi, 2020
- Casa de América Latina, Paris, Francia.; Transparente 60, 2016
- El Museo Nelson-Atkins, Kansas City, Misuri; Grand HexaNet, 2018  [9]
- Museo de Bellas Artes de Houston, Texas; Equiláteros, 2008
- Museo de las Bellas Artes, Buenos Aires, Argentina; Trianguconcéntricos, 2009
- MALBA Museo de Arte Latinoamericano de Buenos Aires, – Fundación Costantini, Buenos Aires, Argentina;  Malla Electrocinética II, 2009

## Exposiciones individuales
2006
- Electrocinéticas, Canal Centro de Producción Cultural, Caracas, Venezuela

2010
- Hiperficies, Ars Longa, París, Francia.

2011
- Visionary Collection Vol. 14. Elias Crespin Electrokinetics, Haus Konstruktiv, Zúrich, Suiza.

2012
- Et Op ! Elias Crespin, Musée en Herbe, París, Francia.
- Elias Crespin. Parallels, Cecilia de Torres, Ltd., Nueva York, Estados Unidos.

2014
- Elias Crespin - Mobiles, Galerie Denise René, París, Francia.
- Elias Crespin. Temps suspendu, Galerie de la Marine, Niza, Francia.

2015
- Chorégraphies géométriques, Das Kleine Museum, Weissenstadt, Alemania.

2017
- Elias Crespin - Slow Motion, Casa de América Latina, París, Francia.

2018
- Formes, espace-temps, Galería Denise René, París, Francia.

2020
- Elias Crespin, Galería Denise René, París, Francia.

2025
- Continuum, Hacienda La Trinidad, Caracas, Venezuela.

## Premios
- 2004: «Artist's Choice Award» en ArtBots 2005, Saints Michael and John's Church, Dublín, Irlanda.
- 2019: «Premio Armando Reverón» en el 61° Salón Arturo Michelena, Ateneo de Valencia, Venezuela.
  - «Proyección Internacional», Premio de la Crítica otorgado por AICA Capítulo Venezuela.

#### Catálogos de exposiciones
- Artistes & Robots, reunión de museos nacionales - Grand Palais. París, Francia, 2018.
- Artists & Robots, reunión de museos nacionales - Grand Palais. París, Francia, 2017.
- The Urge to create Visions...1929-2017, Center of Polish Sculpture. Radom, Polonia, 2017.
- De Nature en Sculpture, Fondation Villa Datris. L'Isle-sur-la-Sorgue, Francia, 2017.
- Slow Motion, Casa de América Latina / Editions Hermann. París, Francia, 2017.
- Geometrische Choreographien, Das Kleine Museum. Weissenstadt, Alemania, 2015.
- Elias Crespin, Galería Denise René. París, Francia, 2014.
- Elias Crespin. Temps suspendu, texte de Pierre Sterckx, Galerie de la Marine. Niza, Francia, 2014.
- Elias Crespin. Parallels, Cecilia de Torres, Ltd. Nueva York, Estados Unidos, 2012.
- Elias Crespin. Hiperficies, Ars Longa. París, Francia, 2010.
- Dynamo. Un siècle de mouvement et lumière dans l'art. 1913-2013, bajo la dirección de Serge Lemoine, RMN. París, Francia, 2013.
- Turbulences II, Fondation Boghossian / Espacio cultural Louis-Vuitton. Bruselas, Bélgica, 2013.
- Turbulences, Espacio Cultural Louis-Vuitton. París, Francia, 2012